# Commandos des justiciers du génocide arménien
Les Commandos des justiciers du génocide arménien sont un groupe terroriste formé en 1972 par la Fédération révolutionnaire arménienne et autodissoute en 1986. En 1983, elle prend le nom d'Armée révolutionnaire arménienne.

## Histoire

### Fondation et premières actions
Le XXe congrès de la FRA-Dachnak, tenu à Vienne, décide de « renforcer la lutte pour la libération des terres arméniennes de Turquie en ayant recours à tous les moyens ». Le Conseil militaire réorganise dès lors ses structures et crée les CJGA, afin que la FRA-Dachnak ne soit pas officiellement associée à des actions terroristes, qui compromettraient son existence légale dans les pays qui la tolèrent.
Dans les premières années, les CJGA sont relativement discrets du point de vue médiatique, et se consacrent aux assassinats de diplomates turcs — par exemple, celui (tr) de Daniş Tunalıgil (en), ambassadeur à Vienne, le 22 octobre 1975, suivi par celui d'İsmail Erez, ambassadeur à Paris, deux jours plus tard. Leurs actions prennent une plus grande ampleur ensuite : de 1977 à 1981, les CJGA et l'ASALA commettent cent quinze attentats, ciblés ou aveugles, cependant que l'Union soviétique arme la branche armée de la FRA-Dachnak.

### Attentats médiatisés
Le 27 mai 1976, une explosion accidentelle ravage la Maison de la culture arménienne, rue Bleue à Paris, siège de la FRA en France ; la police trouve le corps déchiqueté d’un dachnak du Liban, Hagop Hagopian (homonyme du chef de l’ASALA), qui s’est tué en commettant une erreur dans la manipulation de sa bombe. Des documents sont saisis, sur les assassinats d’octobre 1975, et sur un double attentat en préparation, commis le 29 mai 1977 à l’aéroport Yesilköy et à la gare Sirkeci d’Istanbul (cinq morts, soixante-quatre blessés),. À l’instar de l’ASALA (qui assassine Neslihan Özmen, fille de l’ambassadeur de Turquie à Athènes), les CJGA tuent aussi des personnes apparentées à des diplomates turcs : Necla Kuneralp, épouse de l’ambassadeur à Madrid, le 2 juin 1978, et Ahmet Benler, fils de l’ambassadeur à La Haye, le 12 octobre 1979.
À la suite des tensions entre l’Armenian National Committee (ANC, émanation de la FRA-Dachnak, l’équivalent du Comité de défense de la cause arménienne en France) des États-Unis d'une part, et le gouvernement de Ronald Reagan d'autre part, les CJGA assassinent Kemal Arikan, consul général à Los Angeles, le 28 janvier 1982. Fred Ikle (en), sous-secrétaire d'État de Ronald Reagan, déclare, en réaction, que « le terrorisme arménien est un des plus dangereux et un des plus mystérieux terrorismes du monde » ; pour toute réponse, les CJGA assassinent Orhan Gunduz, consul honoraire de Turquie à Boston, puis l'attaché militaire turc à Ottawa. Le gouvernement américain fait alors participer la CIA à l'enlèvement d'Apo Achdjian, numéro 2 des CJGA, dont le corps n'a jamais été retrouvé. En 1983, Harry Derderian, dirigeant de l’ANC, déclare : « Si le terrorisme contribue à attirer l’attention du public, alors je peux marcher avec le terrorisme (« If terrorism is a contributing factor in getting people’s attention, I can go along with it ») ».

### Procès Sassounian
Hampig Sassounian, membre de la FRA et des CJGA, est arrêté pour l’assassinat de Kemal Arikan ; la FRA américaine collecte 250 000 $ pour payer ses frais d’avocat. Selon le journal Asbarez du 15 octobre 1983, « des dizaines de milliers d’Arméniens » habitant à Los Angeles, au Canada, en France, au Liban, en Angleterre, en Grèce, Syrie, en Israël, en Arabie saoudite, en Iran, en République sud-africaine, en Argentine, en Australie, en Italie, en Suisse, en Espagne et en Égypte participent aux différents comités de soutien à ce terroriste. Le 4 mai 1982, la FRA organise à Lyon une manifestation de soutien à Hampig Sassounian devant le consulat des États-Unis. Hampig Sassounian est condamné en 1984 à la réclusion criminelle à perpétuité sans possibilité de libération conditionnelle, sur la base de plusieurs témoignages, d’analyses balistiques, de photographies saisies à son domicile, et de tests effectués sur ses mains et sa ceinture, prouvant qu’il a bien utilisé une arme à feu. Le jugement suscite la satisfaction du procureur, mais aussi de virulentes réactions de la part de la FRA, aux États-Unis, au Canada et en France,. Deux ans plus tard, la cour d’appel confirme entièrement le jugement de première instance.
En 2001, Hampig Sassounian exprime sa gratitude pour l’appui constant d’Asbarez et Horizon TV (deux médias détenus par la FRA). Il reçoit régulièrement des visites de membres de la FRA, venant individuellement ou en groupe, par exemple la section de San Francisco. En 2002, sa peine est ramenée à la perpétuité avec vingt-cinq ans sans possibilité de libération conditionnelle ; pour les frais d’avocat supplémentaires, la FRA américaine collecte plus de 70 000 $. Les demandes de libération conditionnelle d’Hampig Sassounian sont rejetées en 2006 et en 2010 par le tribunal d’application des peines de Californie (California Prison Parole Board).

### Radicalisation des commandos
La rivalité entre la FRA et l'ASALA devient sanglante à partir de 1982. À la fin de cette année, le FBI démantèle les cellules des CJGA aux États-Unis, notamment en arrêtant les « cinq de Los Angeles », condamnés pour avoir tenté de détruire le consulat de Turquie à Philadelphie ; 160 000 $ sont aussitôt collectés par la FRA pour payer leurs frais de justice,. Le chef du groupe, Vicken Hovsepian, condamné à six ans de prison ferme, est devenu membre du bureau mondial de la FRA, après sa libération.
En février 1983, la radicalisation se poursuit, et les CJGA changent de nom pour un sigle plus médiatique : Armée révolutionnaire arménienne (ARA). Fait caractéristique du terrorisme arménien, il ne s'arrête pas au rideau de fer. L’ARA assassine des diplomates turcs présents dans des pays communistes : Bora Süelkan, attaché au consulat général de Burgas (Bulgarie), le 9 septembre 1982, et Galip Balkar, ambassadeur à Belgrade, le 9 mars 1983. Les assassins de Galip Balkar, Harutiun Levonian et Raffy Elbekian, sont condamnés à vingt ans de prison,. En 1979 déjà, des membres des CJGA avaient été condamnés à mort pour un attentat perpétré dans le métro de Moscou bien qu'ils aient toujours clamé leur innocence.
L'attentat le plus meurtrier de l'ARA a lieu à Lisbonne le 27 juillet 1983. Il fait sept morts : les cinq membres du commando, un policier portugais, et la femme de l'ambassadeur turc. Deux organisations armées portugaises ont aidé l'ARA : les Forces populaires du 25 avril (extrême gauche) et le Commando de Défense de la Civilisation occidentale (CODECO, extrême droite). Le 29 janvier 1984, un mémorial est inauguré pour les cinq terroristes dans l’église Saint-Vartananz (New Jersey). Depuis, la FRA organise tous les ans des cérémonies en l’honneur des « cinq de Lisbonne », notamment à Glendale, Los Angeles, Beyrouth, Paris et Décines-Charpieu,,,,,.
Le 12 mars 1985, l'ARA attaque l'ambassade turque à Ottawa. Trois de ses membres font sauter la porte du bâtiment à l'explosif, tuent un gardien canadien, Claude Brunelle, et prennent onze otages. L'ambassadeur Coşkun Kırca se blesse en sautant par la fenêtre, pour échapper aux assaillants. Les preneurs d'otages se rendent à la police canadienne quatre heures plus tard. Les trois terroristes sont condamnés en 1986 à la réclusion criminelle à perpétuité, assortie d’une peine de sûreté de vingt-cinq ans.
L'attentat de Lisbonne choque la diaspora arménienne par son caractère indiscriminé[réf. nécessaire] et le XXIIIe congrès de la FRA-Dachnak, tenu à Athènes la même année, adopte un moratoire d'un an sur le terrorisme ; ce qui n'empêche pas l'envoi d'instructeurs et d'experts en explosifs dans les camps du PKK kurde, proche de l'ARA et de l'ASALA.

### Fin des attentats de la FRA
En 1986, la FRA annonce sa renonciation aux attentats. La renonciation met cependant du temps à entrer en application. Le 23 novembre 1986, un attentat à l’explosif est commis contre le consulat de Turquie à Melbourne : le terroriste, Hagop Levonian, est tué, la bombe ayant explosé trop tôt, une passante australienne est blessée, le consulat gravement endommagé. Levon Demirian, membre de la FRA, est condamné pour avoir organisé l’attentat, et passe dix ans en prison. Encore en 1993, la FRA organise l’assassinat de deux officiers russes.
En 1996, un arsenal des CJGA (environ cinquante kilogrammes d’explosifs et de plusieurs dizaines d’armes à feu) est découvert dans un garage de Bedford, ville de l’Ohio. Après cinq ans de procédure, un tribunal de cet État condamne Mourad Topalian, ancien directeur politique (1975-1979) et président (1991-1999) de l’Armenian National Committee of America (ANCA, organisation sœur de l’ANC), locataire du garage, à trente-sept mois de prison ferme et trois ans de résidence surveillée pour détention illégale d’armes de guerre et d’explosifs, au profit des CJGA. La FRA avait organisé des collectes pour payer les frais d’avocat de son dirigeant, notamment 25 000 $ lors d’un dîner organisé le 28 mai 2000.